# Diocesi di Acolla
La diocesi di Acolla (in latino Dioecesis Achollitana) è una sede soppressa e sede titolare della Chiesa cattolica.

## Storia
Acolla, identificabile con Ras Boutria a 45 km a nord di Sfax in Tunisia, è un'antica sede episcopale della provincia romana di Bizacena.
Gli scavi archeologici condotti nel XX secolo hanno identificato con certezza due battisteri, segno della coesistenza, cosa comune nell'Africa romana pre-araba, delle cattedrali cattolica e donatista.
Sono due i vescovi noti di Acolla. Il nome di Restituto figura al 59º posto nella lista dei vescovi della Bizacena convocati a Cartagine dal re vandalo Unerico nel 484; Restituto, come tutti gli altri vescovi cattolici africani, fu condannato all'esilio. Quinto partecipò ad un sinodo antimonotelita di Cartagine del 646 e sottoscrisse la lettera al patriarca di Costantinopoli Paolo, che in seguito fu letta durante il sinodo romano indetto da papa Martino I nel 649.
Dal 1933 Acolla  è annoverata tra le sedi vescovili titolari della Chiesa cattolica; dal 12 maggio 2005 il vescovo titolare è Eusebio de la Luz Elizondo Elizondo Almaguer, M.Sp.S., vescovo ausiliare di Seattle.

## Cronotassi

### Vescovi residenti
- Restituto † (menzionato nel 484)
- Quinto † (menzionato nel 646)

### Vescovi titolari
- Antonio Ludovico Van der Veen Zeppenfeldt, O.P. † (11 novembre 1948 - 4 luglio 1957 deceduto)
- Evelio Domínguez Recinos † (11 settembre 1957 - 20 aprile 1988 deceduto)
- Georges Pierre Soubrier, P.S.S. (25 giugno 1988 - 10 ottobre 1996 nominato vescovo di Nantes)
- Gregory Michael Aymond (19 novembre 1996 - 2 giugno 2000 nominato vescovo coadiutore di Austin)
- Henry Theophilus Howaniec, O.F.M. † (14 ottobre 2000 - 17 maggio 2003 nominato vescovo della Santissima Trinità in Almaty)
- Nestor Celestial Cariño † (11 giugno 2003 - 1º aprile 2005 nominato vescovo di Legazpi)
- Eusebio de la Luz Elizondo Almaguer, M.Sp.S., dal 12 maggio 2005